# Safnern
Safnern je obec v kantonu Bern, v okrese Biel/Bienne. Žije zde přibližně 1 900 obyvatel.

## Geografie
Safnern se nachází v Bernské jezerní oblasti (Berner Seeland) na úpatí hory Büttenberg. Sousední obce ve směru hodinových ručiček od severu jsou Pieterlen, Meinisberg, Büren an der Aare, Meienried, Scheuren, Orpund a Biel.
Celková rozloha Safnernu je 5,53 km², z toho 2,0 km² tvoří lesy a 0,22 km² vodní plocha. Přibližně 2,4 km², tj. něco málo přes 40 % celkové rozlohy Safnernu, se stále využívá k zemědělství. Safnern leží v nadmořské výšce od 430 m n. m. (Aare) do 565 m n. m. na Gryfebergu.

## Historie

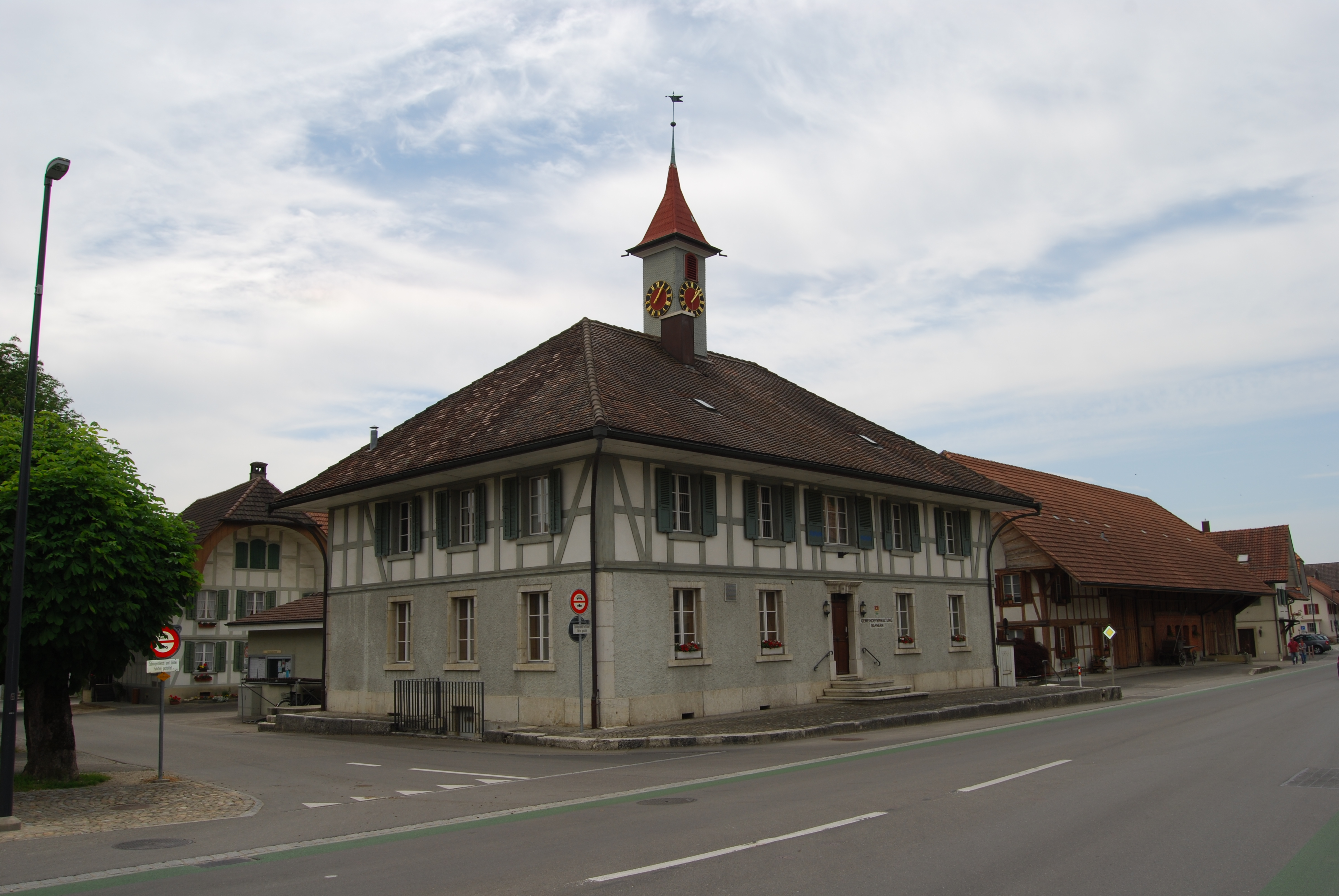
Obecní úřad

První zmínka pochází z roku 1251 pod názvem Savenieres. Ve středověku se v oblasti dnešní obce nacházela i další sídla, která zpustla, například Büttenberg, hrad na vršku Schlösslihubel a Stadholz (též Stadowe), který zanikl se založením opatství Gottstatt. Vedle dalších majitelů půdy byla hlavními vlastníky pozemků v Safnernu hrabata z Neuenburg-Nidau, která darovala Gottstattu majetek (včetně podílů na dvou mlýnech). Na konci 14. století přešla vesnice spolu s panstvím Nidau do majetku Bernu a vytvořila vlastní soudní okres v rámci panství Nidau. V roce 1798 byl Safnern přidělen k helvétskému okresu Büren a v roce 1803 byl přeřazen do okresu Nidau.
Církevně patřila obec k Bütenbergu a od reformace k nově vytvořené farnosti Gottstatt. Obec, stojící především na pěstování obilí a rybolovu, musela bojovat s rozvodněnými řekami Zihl a Aara (poslední korekce Zihlu v letech 1847–48). Teprve korekce vodstva s odkloněním Aary do Bielského jezera a výstavba kanálu Nidau-Büren v letech 1868–75 (hranice obce dosud kopíruje staré toky Zihlu a Aary, viz též Korekce vodstva v pohoří Jura) pomohly zabránit zaplavení ústí řek. Ve 20. století se obec orientovala na průmyslové město Biel a od 50. let 20. století zaznamenala silný nárůst počtu obyvatel, což vedlo k výstavbě mnoha rodinných domů.

## Obyvatelstvo
| Rok            | 1764 | 1850 | 1900 | 1950 | 2000 |
| Počet obyvatel | 255  | 504  | 605  | 712  | 1779 |